# Coulter Heights
Coulter Heights är en kulle i Antarktis. Den ligger i Västantarktis. Inget land gör anspråk på området. Toppen på Coulter Heights är 856 meter över havet.
Terrängen runt Coulter Heights är platt söderut, men norrut är den kuperad. Trakten är obefolkad. Det finns inga samhällen i närheten.